# Parque Ecológico Municipal (La Plata)
El Parque Ecológico Municipal es uno de los parques más extensos de la ciudad de La Plata, capital de la provincia de Buenos Aires, Argentina. Está situado sobre el camino Centenario a 13 km del centro de La Plata y a 40 km al sur de Buenos Aires. El parque cuenta con aproximadamente 200 hectáreas, auditorio, sendas, huerta ecológica, Vivero, servicios gastronómicos y su acceso es libre y gratuito.
El predio lo adquirió el municipio platense en 1992 y con la restauración finalizada de "La Casona", se inauguró el 15 de noviembre de 1998. Este predio era parte de una famosa estancia del siglo XIX: "Estancia La Dora". Con la incorporación del Parque Ecológico se mejoró la relación de espacio verde por habitante del Gran La Plata.
El Parque se encuentra en la Región Pampeana, de estepa graminosa.Hoy se encuentra en un proceso de forestación y reforestación de especies arbóreas

## Fauna
- Lagarto Overo, liebre, hornero, carpintero, picaflor, leñatero, lechucita de las vizcacheras, tero, verdón, zorzal, etc.

## Pastizales del Plata
Un área del Parque de 40 ha con acceso restringido, de flora y fauna autóctona; abarcando el canal, el cauce original del Arroyo Martín y un bañado, son la Reserva Natural Urbana "Pastizales del Plata". , 

Lo atraviesa el "Arroyo Martín", cuyo curso forma un bañado donde conviven grandes garzas, patos, gallaretas, Martín Pescador, tortugas acuáticas. 
Desde mediados del 2014 en Gobierno Provincial ha empezado la canalización del arroyo Martín y Carnaval (entre otros), lo que implica la impermeabilización con hormigón de su cauce natural y la destrucción de vegetación y la erradicación de fauna nativa.

## Flora
- Juncos, Sagitarias, Totoras. Existen "cordones de conchillas" que son relictos de la última ingresión marina, de hace 6.000 años. Allí se destaca la especie arbórea nativa de las pampas "el tala". También se han expandido especies foráneas como la Gleditsia triacanthos.

## Visitas
- Abre de lunes a domingo, de 8 a 19.00
- Actividades: caminatas, centro de interpretación ambiental para niños hasta 12 años, huerta orgánica y vivero forestal Educativo, yoga, gimnasia.
- Posee una pista de conchilla que pertenece a la fundación Máximo rendimiento, cuya función es para el deporte Atletismo.